# Goi, Rode, Goi!
Goi, Rode, Goi! ((ros.) Гой, Роде, Гой!, według polskich zasad transkrypcji Goj, Rodie, Goj!) – piąty album rosyjskiego pagan/folk metalowego zespołu Arkona. Album wydany został przez wytwórnię płytową Napalm Records 28 października 2009 w Finlandii i Hiszpanii, 29 października w Austrii, krajach Beneluksu, Francji, Niemczech, Szwajcarii, Szwecji i we Włoszech, 2 listopada w pozostałych krajach Europy, a 3 listopada w Kanadzie i USA. Prócz normalnej wersji albumu udostępniona została także w 500 kopiach limitowana wersja na płycie winylowej.
Tytuł albumu odnosi się do boga słowiańskiego Roda (ros. Род). Jest to jedno z najstarszych bóstw w słowiańskiej mitologii. Nazwa jest w języku starosłowiańskim na co wskazuje stosowanie słowa-zawołania „goj” (które w języku rosyjskim jest tylko w jednym związku frazeologicznym zapożyczonym ze staro-słowiańskiego „Ой вы гой еси, добры молодцы!” - zawołania tradycyjnie umieszczanego na początku tzw. bylin starorosyjskich) oraz występowanie imienia „Rod” w wołaczu, który zanikł w języku rosyjskim.

## Historia
W 2008, podczas Ragnarök Festival w bawarskim Lichtenfels, zespół Arkona podpisał umowę z wytwórnią płytową Napalm Records. Po powrocie do Rosji wznowiony został nakładem tej wytwórni wydany jedynie w rodzimym kraju, album z 2007, Ot serdtsa k nebu (ros. От сердца к небу). Następnie zespół wyjechał na trzydziestodniową trasę po Europie.
Po powrocie zespół rozpoczął pracę nad swoim piątym albumem w październiku 2008 roku. Początkowo planowano, że album będzie miał przynajmniej 12 utworów i trwał około 70 minut. Podobnie jak przy poprzednim albumie, wszystkimi instrumentami ludowymi zajął się Vladimir Cherepovskiy. Zespół zaprosił do współpracy również innych muzyków. Pierwszym był akordeonista z zespołu Kalevala, Alexander “Olen’” Oleinikov. Prócz niego w utworze Na Moey Zemle (ros. На моей земле) można usłyszeć muzyków z zespołów: Heidevolk (Holandia), Månegarm (Szwecja), Menhir (Niemcy), Obtest (Litwa) oraz Skyforger (Łotwa). Okładka albumu została zaprojektowana przez Krisa Verwimpa.
Album nagrywano w kilku miejscach: CDM Records Studio w Moskwie, Astia Studio Sound w Lappeenranta (gitary) oraz Gigant records studio (perkusja). Podczas nagrywania zespół wydał koncertowe DVD, Noch Velesova (ros. Ночь Велесова) w maju 2009. Projekt okładki zaprezentowano 25 maja 2009. Kris Verwimp przygotował także grafiki do każdego utworu zamieszczonego na albumie.
3 września 2009 opublikowany został oficjalny zwiastun najnowszego albumu Arkony. Opisano w nim wszystkie utwory, a także oficjalnie potwierdzono, że na albumie znajdować się będzie dwanaście pozycji, które będą trwać w sumie ok. 80 minut. 7 października 2009 opublikowano oficjalny teledysk do tytułowego utworu Goi, Rode, Goi! (ros. Гой, Роде, Гой!).
W okresie od 28 października do 3 listopada 2009 album ukazywał się w kolejnych krajach Europy i Ameryki Północnej.

## Utwory
Autorką i kompozytorką wszystkich utworów jest Маszа „Scream” Archipowa.
| Nr  | Tytuł utworu                      | Oryginalny tytuł          | Polskie tłumaczenie           | Długość |
| --- | --------------------------------- | ------------------------- | ----------------------------- | ------- |
| 1.  | „Goj, Rodie, goj!”                | Гой, Роде, гой!           | Chwała Rodowi, Chwała!        | 6:13    |
| 2.  | „Tropoju niewiedannoj”            | Тропою неведанной         | Tajemniczą ścieżką            | 6:24    |
| 3.  | „Niewidal”                        | Невидаль                  | Dziwoląg                      | 4:34    |
| 4.  | „Na mojej ziemle”                 | На моей земле             | Na mojej ziemi                | 15:10   |
| 5.  | „Pritcza”                         | Притча                    | Przypowieść                   | 0:54    |
| 6.  | „W cepiach driewniej Tajny”       | В цепях древней Тайны     | W okowach dawnej Tajemnicy    | 6:26    |
| 7.  | „Jariło”                          | Ярило                     | Jaryło                        | 2:31    |
| 8.  | „Liki biessmiertnych Bogow”       | Лики бессмертных Богов    | Twarze nieśmiertelnych Bogów  | 6:19    |
| 9.  | „Koło Nawi”                       | Коло Нави                 | Koło Nawi                     | 4:18    |
| 10. | „Koroczun”                        | Корочун                   | Koroczun                      | 2:11    |
| 11. | „Pamiat´”                         | Память                    | Pamięć                        | 5:46    |
| 12. | „Kupalec”                         | Купалец                   | Kupalec                       | 2:49    |
| 13. | „Arkona”                          | Аркона                    | Arkona                        | 6:36    |
| 14. | „Niebo Сhmuroje, Tuczi Mracznyje” | Небо Хмурое, Тучи Мрачные | Chmurne niebo, mroczne chmury | 10:28   |
|     |                                   |                           |                               | 1:20:39 |

Treść utworów według opisu albumu w dyskografii Arkony:
- Pierwszy, tytułowy dla całego albumu, utwór Goj, Rodie, Goj!, opowiada o grupie żeglarzy, którzy rozbili się na mieliźnie podczas sztormu. Mając nadzieję na przeżycie, przemarznięci i ranni, schronili się na niewielkiej, skalistej wysepce. Gdy zorientowali się, że nie przetrwają do kolejnego poranka, zaczęli modlić się do Strzyboga, by wieść o ich śmierci dotarła do rodzin i najbliższych. Dziękowali także Rodowi za dane im życie.

- Utwór drugi, Tropoju niewiedannoj, opisuje człowieka postrzegającego wiarę przodków, jako zły kult. Człowiek ten odprawił mroczny rytuał, nie zdając sobie sprawy, że przyzywa zupełnie inne siły – obce ludziom. Niedługo później oszalał, a jego umysł został zawładnięty przez owe obce moce.

- Niewidal, utwór trzeci, mówi o młodej kobiecie, która w swym śnie ujrzała cierpienie swej ojczyzny i zniszczenie swego ludu. Wezwała Słońce, by to spaliło całe plugastwo z okolic jej ziem. Utwór chwali także siłę ludzi, którzy jednocząc się potrafią uchronić swą ojczyznę przed katastrofą.

- Czwarty utwór, Na mojej ziemle, opowiada o wojowniku, który opuścił swą ojczyznę w poszukiwaniu szczęścia na obcych ziemiach. Wędruje przez wiele obszarów i poznaje wiele ludów, które wypytuje o ich szczęście. Ci odpowiadają mu, że opiera się ono na ich pięknych ziemiach, tradycjach, dzieciach oraz bogach. Po długiej wędrówce wojownik wraca wreszcie do swej ojczyzny, by tam odnaleźć spokój i szczęście, którego szukał.

- W cepiach driewniej tajny, utwór szósty, jest przysięgą nad grobem przodków. Osoba mówiąca obiecuje chronić swą ojczyznę i ożywić dawne zwyczaje. Spogląda w niebo i prosi je, by to przekazało jej dziedzictwo przodków, by mogła przywrócić je do życia.

- Utwór siódmy, Jariło, jest poświęcony święcie ku czci Jaryły, młodego słowiańskiego bóstwa, które jest obchodzone na końcu kwietnia. Jaryło ma ocieplać i zapładniać glebę, dzięki czemu wyrastać na niej mają pierwsze trawy.

- Ósmy utwór, Liki biessmiertnych bogow, mówi o człowieku na rozstaju dróg, który stracił wolę istnienia. Wściekły i bojący się śmierci chce uciec od rzeczywistości. Jedynie wiara może przywrócić mu jego wolę życia.

- Koło nawi, utwór dziewiąty, opisuje wrażenia duszy wojownika poległego na polu bitwy. Unosi się ona nad ziemią i widzi swoje martwe ciało, grzebane w kopcu. Dusza ta modli się, by zgromadzeni bliscy wiedzieli, iż jest wciąż blisko nich.

- Utwór jedenasty, Pamiat', mówi o osobie modlącej się do bogów, by ci przywrócili ludziom zapomnianą przeszłość i wiarę przodków.

- Kupalec to pieśń modlitewna, odnosząca się do Nocy Kupały, święta słowiańskiego, mającego miejsce w czasie przesilenia letniego.

- Trzynasty utwór, Arkona, opiewa dawny gród plemion Serbów Połabskich Arkonę, umieszczony na przylądku o tej samej nazwie. Gród został zdobyty przez chrześcijan w 1168 roku. Dla zespołu jest to zespół utraconej, ale niezapomnianej tradycji, która, uśpiona przez wieki, oczekuje na ożywienie.

- Niebo chmuroje, tuczi mracznije, ostatni utwór, mówi o kobiecie, która otrzymała wiadomość, że jej mąż zginął w czasie bitwy. Przytłoczona swą samotnością, zdesperowana, bohaterka topi się w rzece.

## Twórcy
W tworzeniu albumu wzięli udział:

### Członkowie zespołu
- Masza „Scream” Archipowa – wokal, keyboard, tamburyn
- Siergiej „Lazar”  – gitara elektryczna, gitara akustyczna, bałałajka (Korochun)
- Rusłan „Kniaz” – gitara basowa
- Wład „Artist” – perkusja

### Goście
- Władimir „Volk” – Gaita Gallega, flet (Koroczun)
- Władimir Czeriepowskij (Pfeyffer, Coda) – Gaita Gallega, dudy, tin whistle, low whistle, flet
- Ilija „Wolfenhirt” (Svarga) – chór
- Aleksandr „Shmel” (Rarog, Kalevala) – chór
- Aleksandr „Olen” (Kalevala) – akordeon
- Erik Grawsio (Månegarm) – wokal (Na mojej ziemle)
- Jan Liljekvist (Månegarm) – skrzypce, flet (Na mojej ziemle)
- Baalberith (Obtest) – wokal (Na mojej ziemle)
- Sadlave (Obtest) – wokal (Na mojej ziemle)
- Pēteris Kvetkovskis (Skyforger) – wokal (Na mojej ziemle)
- Edgars Grabovskis (Skyforger) – wokal (Na mojej ziemle)
- Kaspars Bārbals (Skyforger) – dudy, kokle (Na mojej ziemle)
- Heiko Gerull (Menhir) – wokal (Na mojej ziemle)
- Joris Boghtdrincker (Heidevolk) – wokal (Na mojej ziemle)
- Mark Splintervuyscht (Heidevolk) – wokal (Na mojej ziemle)
- Cosmin „Hultanu” Duduc (Ashaena) – tulnic (Goj, Rodie, Goj!)
- Wasilij Dieriewiannij – domra (Niebo chmuroje, tuczi mracznije, Jariło)
- Dmitrij „Vetrodar” (Tverd) – mandolina (Niebo chmuroje, tuczi mracznije)
- kwintet smyczkowy pod przewodnictwem Aleksandra Kozłowskiego
- chór żeński pod przewodnictwem Sofii Sułtanowej